# Systropus conopoides
Systropus conopoides är en tvåvingeart som beskrevs av Kunckel d'herculais 1905. Systropus conopoides ingår i släktet Systropus och familjen svävflugor. Inga underarter finns listade i Catalogue of Life.